# Lacrimas Profundere
Lacrimas Profundere är ett tyskt gothic metal-band bildat 1993 av gitarristen Oliver Nikolas Schmid (bandets idag enda originalmedlem). Bandnamnet betyder att fälla tårar på Latin. Under årens gång har många bandmedlemmar kommit och gått, och nånting annat som förändrats över tiden är deras stilistiska estetik. Bandet var ursprungligen ett gothic/death/doom metal-band. Från och med år 2001 och fjärde studioalbumet Burning: A Wish simplifierades musiken till en mer radiovänlig gothic rock/metal inspirerade av bland annat HIM och The 69 Eyes, innan man valde att gå tillbaka till gothic/doom metal-rötterna på senare tid.

## Medlemmar

### Nuvarande medlemmar
- Oliver Nikolas Schmid – sologitarr (1993– )
- Dominik Scholz – trummor (2010–2013, 2018– )
- Julian Larre – sång (2018– )
- Ilker Ersin – basgitarr (2019– )

### Tidigare medlemmar
Gitarr
- Christian Freitsmiedl (2003 – 2005)
- Marco Praschberger (1999 – 2002)
- Manu Ehrlich (1994 – 1998)
- Tony Berger (2005 – 2018)

Basgitarr
- Peter Kafka (2007 – 2010)
- Daniel Lechner (2003 – 2007, 2018 – 2019)
- Rico Galvano (2000 – 2003)
- Markus Lapper (1994 – 1999)
- Clemens Schepperle (2015 – 2018)

Trummor
- Korl Fuhrmann (2005 – 2010)
- Willi Wurm (2000 – 2005)
- Lorenz Gehmacher (1999 – 1999)
- Stefan Eireiner (1997 – 1998)
- Christian Greisberger (1994 – 1996)
- Christoph Schepperle (2015 – 2018)

Andra instrument
- Eva Stöger – keyboard (1995), flöjt (1995 – 1997)
- Anja Hötzendorfer – fiol, sång (1995 – 1999)
- Christopher Schmid – sång (1994 – 2007)
- Christian Steiner – keyboard (1996 – 2007)
- Ursula Riedl – harpa (1998 – 1999)
- Roberto Vitacca – sång (2007 – 2018)

## Diskografi
- 1995: …And the Wings Embraced Us
- 1997: La Naissance D'Un Rêve
- 1999: Memorandum
- 2001: Burning: A Wish
- 2002: Fall, I Will Follow
- 2002: La Naissance D'un Rêve,Re-Release (Sail Productions, Korea)
- 2004: Ave End
- 2006: Filthy Notes for Frozen Hearts
- 2008: Songs for the Last View
- 2010: The Grandiose Nowhere
- 2013: Antiadore
- 2016: Hope Is Here
- 2019: Bleeding The Stars
- 2022: How to Shroud Yourself with Night

### Musikvideor
- "For Bad Times" (2002)
- "Ave End" (2004)
- "Amber Girl" (2004)
- "Again It's Over" (2006)
- "My Velvet Little Darkness" (2006)
- "A Pearl" (2008)
- "And God's Ocean" (2009)
- "The Letter" (2010)
- "Lips" (2011)
- "My Release In Pain" (2013)
- "Hope Is Here" (2016)
- "Father Of Fate" (2019)